# Porcellio duboscqui
Porcellio duboscqui is een pissebed uit de familie Porcellionidae. De wetenschappelijke naam van de soort is voor het eerst geldig gepubliceerd in 1941 door Paulian de Felice.